# Cerbu (okręg Alba)
Cerbu – wieś w Rumunii, w okręgu Alba, w gminie Bucium. W 2011 roku liczyła 107 mieszkańców.